# オールディーズ
オールディーズ（英: Oldies）は、主に1950年代半ばから1960年代にヒットしたアメリカやイギリス、もしくはフランス、イタリアなどのポピュラー音楽のことを指す。ジャンルはポップス、ロックンロール、ロカビリー、ドゥーワップなど幅広い。

## 概要
オールディーズにはポップス、アーリー・ロックンロール、ドゥーワップ、サーフロック、バブルガム・ポップ、ノベルティ、ポップ・カントリーなど、多くのジャンルが含まれる。ラジオ局DJのアート・ラボエ(1925年生まれ）は、「オールディーズ・バット・グッディーズ／OLDIES BUT GOODIES」という、過去のヒット曲を詰め込んだコンピレーション・アルバムをリリースした。
その後、「オールディーズ・バット・グッディーズ／OLDIES BUT GOODIES」（古いけど良い音楽）という言葉は略され、「オールディーズ音楽／OLDIES MUSIC」と呼ばれるようになり、1950年代前半から1960年代前半までの音楽のことを指し示すようになっていった。
オールディーズを描いた洋画には、1973年のアメリカ映画『アメリカン・グラフィティ』がある。

## 詳細
日本では50年代半ばから60年代初頭の音楽を、オールディーズとしてオンエアするが、アメリカのラジオ・ステーションでは50年代から80年代と、日本よりも幅広くオールディーズを捉えている。
欧米ではオールディーズの楽曲をテーマ、あるいは重要なモチーフとした音楽、映画も存在する。『スタンド・バイ・ミー』、『ブルーベルベット』、『クライング・ゲーム』（男が女を愛する時）など。フィル・フィリップスの1959年のヒット「シー・オブ・ラブ」は、ロックバンド・ハニードリッパーズが1985年にヒットさせた後、1989年にこれを主題歌とする映画『シー・オブ・ラブ』が製作された。また、興行成績が好調だった映画『ゴースト/ニューヨークの幻』に使われた「アンチェインド・メロディ」は、「ひき潮」とともにライチャス・ブラザーズの有名なヒット曲である。またこれらの音楽の愛好家には、熱心なコレクターも存在する。それらのファンは当時のヒット曲のオリジナル盤や、マイナーな曲などを探し収集している。
ロックンロールがビートルズ登場以降、「ロック」と抽象化された部分があり、日本ではビートルズ登場以前をオールディーズと定義することが多い。代表的なミュージシャンは、ポール・アンカやニール・セダカ、デル・シャノン、プラターズ、コニー・フランシス、リトル・エヴァらのポップス、エルヴィス・プレスリー、ビル・ヘイリーとコメッツやチャック・ベリーらのロックンロール、ロカビリー、デルズファイブ・サテンズらのドゥーワップ、サム・クックらのソウルミュージック、ビーチ・ボーイズらのサーフ・ロック、スプリームス、マーヴェレッツらのモータウン・サウンド、クリスタルズらのガール・グループ、バブルガムサウンド、クリフ・リチャードやシャドウズらイギリスのロックなどである。日本では、シルヴィ・ヴァルタンやジリオラ・チンクエッティ、ミーナなどヨーロッパの歌手、グループも含まれる。

## ラジオDJ
- ウルフマン・ジャック
- ジム・ピューター
- 小林克也
- 夏目ふみよ
- 八木誠
- 湯川れい子
- 矢口清治
- 糸居五郎
- 大橋巨泉
- 石田豊
- 山下達郎
- 宮治淳一

## ラジオ番組
- 夏目ふみよのミュージック・セレクション（ラジオ日本）
- いとしのオールディーズ（NHKラジオ第一）
- 懐かしのポップス・トップ10（NHKラジオ第一）
- 山下達郎のサンデー・ソングブック（TOKYO FM）
- 宮治淳一のラジオ名盤アワー（ラジオ日本）
- 宮治淳一のアワ・ヒット・パレード （湘南マジックウェイブ）
- パリミキpresentsチガサキ・ドーナツ・レコード・ショップ（湘南ビーチFM）
- 山本さゆりのミュージック・パーク（ラジオ日本）
- 亀淵昭信のお宝POPS（火曜会）
- ザ・スタンダード（ラジオ日本）
- Radio倶楽部（東北放送）
- HITS AROUND THE CLOCK - 逗子・葉山コミュニティ放送

- OH! HAPPY MORNING・Filler Frame（JFNC）